# آلکس گراهام
آلکس گراهام (انگلیسی: Alex Graham؛ ۱۱ ژوئیه ۱۸۸۹ – ۹ اوت ۱۹۷۲) فوتبالیست اهل بریتانیا بود.
از باشگاه‌هایی که در آن بازی کرده‌است می‌توان به باشگاه فوتبال برنتفورد، باشگاه فوتبال آرسنال، و تیم ملی فوتبال اسکاتلند اشاره کرد.
وی همچنین در تیم ملی فوتبال اسکاتلند بازی کرده‌است.